# Eduardo Ernesto Fuentes Duarte
Eduardo Ernesto Fuentes Duarte (* 20. August 1941 in Quiriguá; † 20. Juli 1997) war ein guatemaltekischer römisch-katholischer Geistlicher und Bischof von Sololá-Chimaltenango.

## Leben
Eduardo Ernesto Fuentes Duarte empfing am 28. Juni 1969 das Sakrament der Priesterweihe.
Am 9. April 1980 ernannte ihn Papst Johannes Paul II. zum Titularbischof von Lares und zum Weihbischof in Guatemala-Stadt. Der Erzbischof von Guatemala-Stadt, Mario Kardinal Casariego y Acevedo CRS, spendete ihm am 15. Mai desselben Jahres in der Kathedrale von Guatemala-Stadt die Bischofsweihe; Mitkonsekratoren waren der Bischof von Sololá, Angélico Melotto Mazzardo OFM, und der Bischof von Zacapa, Rodolfo Quezada Toruño.
Papst Johannes Paul II. bestellte ihn am 18. Oktober 1982 zum Koadjutorbischof von Sololá. Am 5. April 1986 wurde Eduardo Ernesto Fuentes Duarte in Nachfolge des verstorbenen Angélico Melotto Mazzardo OFM Bischof von Sololá (später: Sololá-Chimaltenango).